# 㵐川郡
㵐川郡，中国南北朝时设置的郡。
北周设置㵐川郡，治所在清嘉县（今湖北随州市西北），下辖清嘉县一县。属于唐州（治所在今湖北省随州市唐县镇）。隋文帝开皇三年（583年）废㵐川郡，清嘉县直辖于唐州。